# Więzienie Caraffy

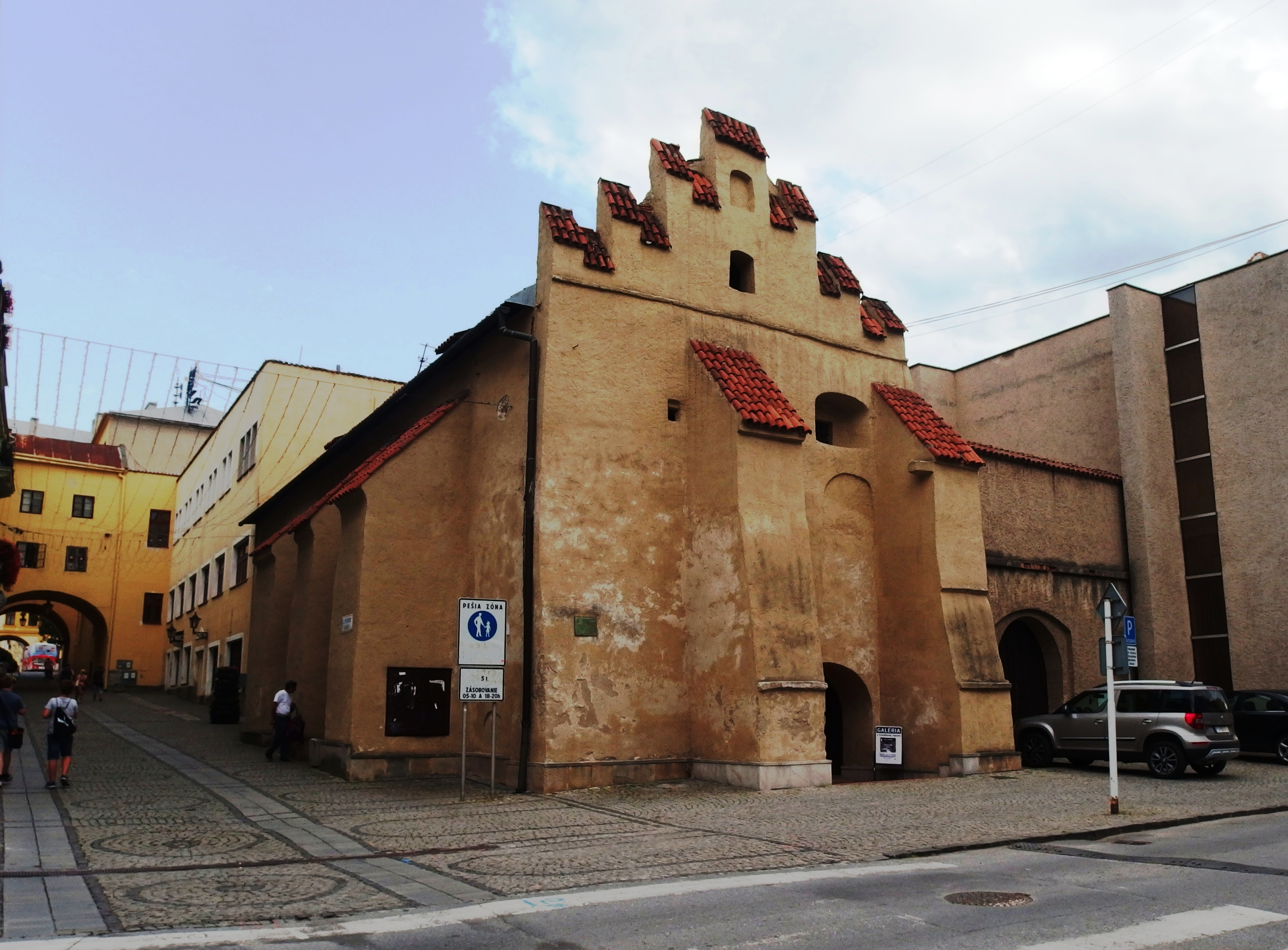
"Więzienie Caraffy" w Preszowie

Więzienie Caraffy (słow. Caraffova väznica) – późnogotycka budowla w obrębie Starego Miasta w Preszowie na Słowacji.
Murowany, piętrowy budynek z początku XVI w. (ok. 1504-1510) na tyłach siedziby obecnego ratusza miejskiego, opięty potężnymi szkarpami, jest jedną z nielicznych zachowanych gotyckich budowli w Preszowie. W obiekcie dzisiejszego ratusza mieściła się pierwotnie winiarnia, a opisywany budynek służył jej prawdopodobnie do końca XVII w. za skład wina, pustych beczek i innych sprzętów. Według niektórych pisemnych wzmianek w budynku przechowywane być miały miejskie wzorce miar i wag, a przez pewien czas mieściła się tu również miejska zbrojownia. W drugiej połowie XIX w. znajdowało się tu miejskie więzienie.
Swą aktualną nazwę budowla uzyskała podczas słynnych preszowskich jatek w 1687 r., kiedy cesarski generał Antonio Caraffa podobno przetrzymywał w niej 24 preszowskich mieszczan i przedstawicieli okolicznej węgierskiej szlachty, popierających antyhabsburskie powstanie Emeryka Thököly’ego, skazanych na śmierć i następnie straconych na rynku, przed kolegium ewangelickim.
Na początku XX wieku budynek zaczęto wykorzystywać jako archiwum dokumentów miejskich. Obecnie pełni funkcję galerii miejskiej.

## Literatura
- Prešov. Mapa mesta 1:3 000, wyd. Schubert & Franzke, Bratislava 2014.